# 일본국유철도 D61형 증기 기관차
일본국유철도 D61형 증기 기관차(일본어: D61形蒸気機関車)는 일본국유철도의 마지막 화물용 텐더식 증기 기관차이다. D51형을 개조해서 만들어진 D61형은 1959년부터 1961년까지 2년 동안 하마마쓰 공장과 고리야마 공장에서 6량이 개조되었다. 개조된 후 홋카이도의 루모이 본선과 하보로 선(1987년에 폐선)에서 사용됐다.

## 개조 배경
1950년대에 병급 선로/노선의 화물열차의 견인은 다이쇼 시대에 제조된 9600형이 맡았으나 노후화가 심각해지자 대체 차량이 필요해졌다. 한편, 을급 선로/노선의 화물용 기관차는 태평양 전쟁 동안 대량 제조되고, 전쟁이 끝난 후 전철화 진행 등으로 증기 기관차 수에 약간 여유가 생겼다.
이런 상황에 대처하기 위해 1951년부터 1956년까지는 D50형 78량을 병선 규격의 D60 형으로 개조한 데 이어 1959년부터는 D51형 중에 상태가 좋은 차량을 골라 축중을 낮추는 개조를 실시해 병선 규격의 기관차로 개조하게 됐다. 그러나 당시 D51형에 잉여분이 거의 없어서, D61형으로 개조된 수는 고작 6량에 그쳤다. 그 결과, D61형과 교체하고 퇴역시키려 했던 9600형은 증기 기관차의 마지막까지 사용되었다.

## 구조

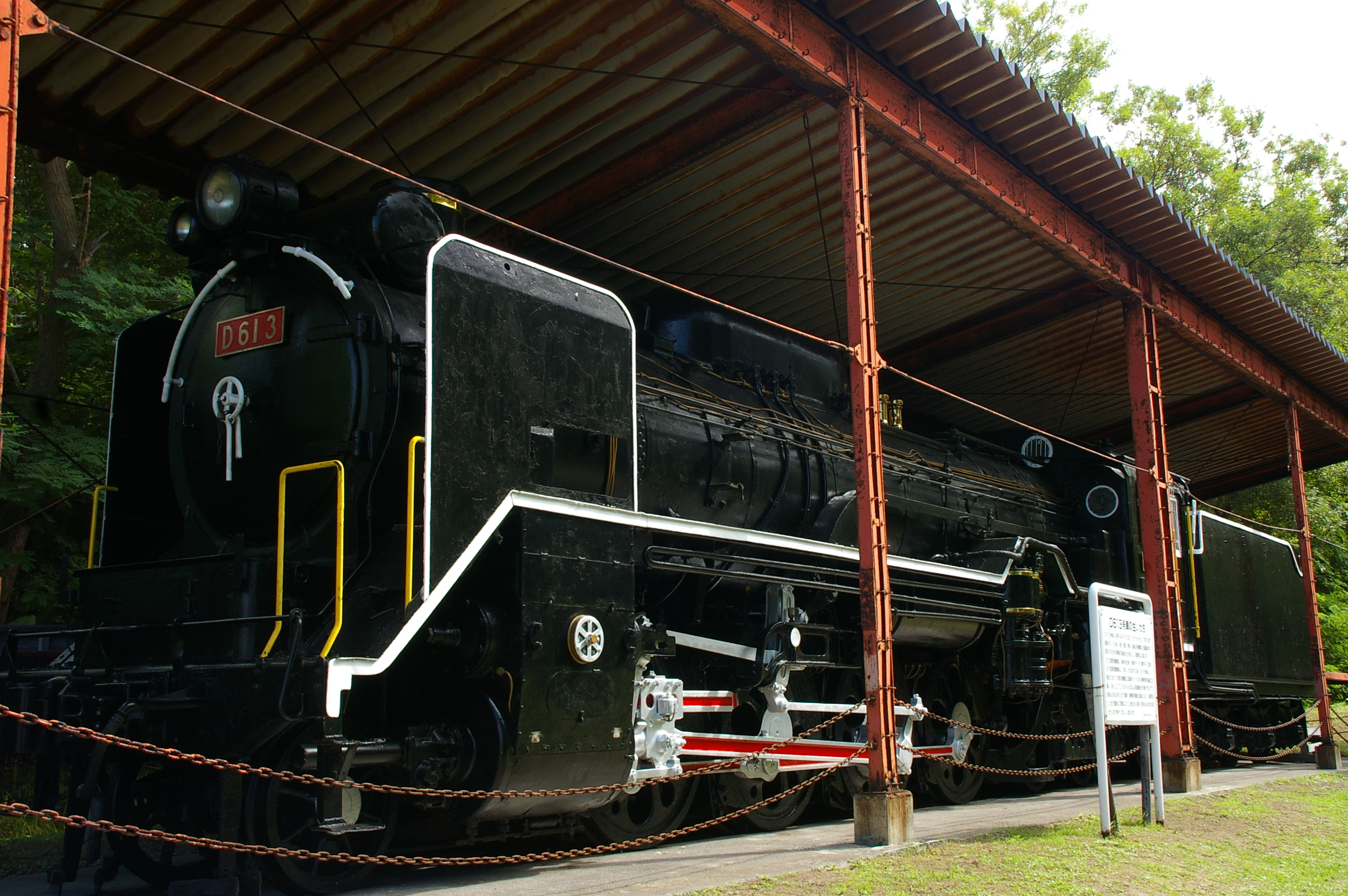
루모이시에서 보존되어 있는D61 3

D51형을 개조했기 때문에 동륜의 지름도 D51형과 같은 1,400mm이지만, 차륜 배치는 D51형과 같은 2-8-2 배치가 아니라 종륜을 1축 추가하여 2-8-4 배치이다. 덕분에 D51형보다 축중이 줄어들었다(14.63t → 13.76t). D61형은 종륜을 2축의 LT254A로 교환한 정도이며, D60형처럼 다방면에 걸친 대규모 개조는 실시되지 않았다.
홋카이도에서의 운용에 대비해, 운전실을 한랭지대비용 밀폐식 운전실로 바꾸었다. 또한 터널에 고드름이 자주 붙어 있었기 때문에, 전조등 앞에 철로 만들어진 고드름을 부시는 장치가 설치되었다.
개조번호표
| 형식  | 개조후 | 개조전  | 개조사        | 제조년 | 제적일     |
| ----- | ------ | ------- | ------------- | ------ | ---------- |
| D61형 | D61 1  | D51 640 | 하마마쓰 공장 | 1959년 |            |
| D61형 | D61 2  | D51 555 | 고리야마 공장 | 1960년 |            |
| D61형 | D61 3  | D51 181 | 고리야마 공장 | 1960년 |            |
| D61형 | D61 4  | D51 224 | 고리야마 공장 | 1961년 | 1975년 6월 |
| D61형 | D61 5  | D51 205 | 고리야마 공장 | 1961년 |            |
| D61형 | D61 6  | D51 519 | 고리야마 공장 | 1961년 |            |

## 운용
1959년 제조된 D61 1은 당시 나카쓰가와 기관구에 배치돼 주오 본선과 간사이 본선에서 각종 시험이 실시됐으며 시험이 끝나자 루모이 기관구에 배치됐다. 그 후 D61 2 ~ 6도 차례차례 제조되여 루모이 기관구에 배치었으며, 주로 하보로 선에서 석탄이나 목재 등의 수송에 사용되었다.
1970년의 하보로 탄광이 폐광되며 하보로 선의 석탄 수송이 없어지자, 본선에서 D51형과 똑같이 운용되지만, D61형은 종대차가 2축이였던 덕분에 운전실에 오는 진동이 D51형보다 적고 승차감은 좋았지만, 축중을 줄였기 때문에 D51형에 비해 공전이 발생하기 쉬워서 특히 겨울에는 잘 쓰이지 않았다. 또 증기기관차의 운용폐지 및 동력근대화(증기 기관차를 디젤 기관차 및 전기 기관차로 전환함)에 의한 잉여차량의 지방 배치가 진행되면서 루모이 기관구에서도 D51형의 잉여가 발생하게 됐다. 때문에 굳이 취급에 신경을 써야하는 D61형을 사용할 이유는 없어져, D51형의 보조용으로 대기하며 운행을 기다리는 모습도 많아졌다.
이후, 폐차될 때까지 외형에는 특별히 눈에 띄는 변화도 없었고, 증기 기관차가 전부 사라지게 되는 1975년까지 그 모습 그대로 사용되었다. D61형은 1975년 6월에 D61 4이 마지막으로 폐차되었다.

## 보존기
현재 D61 3이 루모이시내의 미하라시 공원에서 정태 보존되고 있다.  D61 4는 원래 보존하려고 폐차하지 않고 보관되고 있었지만, 결국 폐차되어 동륜만 나에보수 공장에 보존되고 있다.